# 2 Years On
2 Years On (рус. Два года спустя) — восьмой студийный альбом британской группы Bee Gees, шестой международный, вышедший в декабре 1970 года.

## Об альбоме
Продюсером диска традиционно выступил Роберт Стигвуд, а также сами музыканты Барри, Робин и Морис Гиббы, сведение осуществил Джон Пэнтри. Группа продолжила сотрудничество со старыми лейблами, выпустив британский вариант пластинки через Polydor Records и американский при участии Atco Records. Сама запись проходила во второй половине 1970 года в нескольких студиях Лондона, преимущественно в IBC Studios.
После релиза пластинка поднялась до 32-го места в американском чарте Billboard. Одна из композиций, «Lonely Days», позже была выпущена в паре с би-сайдом «Man For All Seasons». Примечательно, что 2 Years On стал первой записью группы совместно с вернувшимся Робином Гиббом, который ранее покидал Bee Gees ради сольной карьеры.

## Список композиций
Сторона А
1. «2 Years On» — 3:57
2. «Portrait Of Louise» — 2:35
3. «Man For All Seasons» — 2:59
4. «Sincere Relation» — 2:46
5. «Back Home»-1:52
6. «The 1st Mistake I Made» — 4:03

Сторона Б
1. «Lonely Days» — 3:45
2. «Alone Again» — 3:00
3. «Tell Me Why» — 3:13
4. «Lay It On Me» — 2:07
5. «Every Second, Every Minute» — 3:01
6. «I’m Weeping» — 2:45